# Vannecrocq
Vannecrocq è un comune francese di 163 abitanti situato nel dipartimento dell'Eure nella regione della Normandia.

## Storia

### Simboli
Lo stemma è stato adottato nel 2024. Le teste di levriere derivano dal blasone della famiglia Aubry e lo scaglione è tratto da quello dei De Malortie (d'azzurro, a due scaglioni d'oro, accompagnati da tre ferri di lancia rovesciati d'argento), antichi signori del luogo. Le catene sono attributi di san Dionigi patrono della parrocchia. Lo scaglione rovesciato rappresenta la lettera V, iniziale del nome del comune, e il colore verde del campo l'agricoltura. Nella parte inferiore dello scudo è raffigurato lo stemma della Normandia.

## Società

### Evoluzione demografica
Abitanti censiti